# Шијерз о Боа
Шијерз о Боа (фр. Chilleurs-aux-Bois) је насељено место у Француској у региону Центар, у департману Лоаре.
По подацима из 2011. године у општини је живело 1838 становника, а густина насељености је износила 35,2 становника/km².

## Демографија
| 1962. | 1968. | 1975. | 1982. | 1990. | 2011. |
| ----- | ----- | ----- | ----- | ----- | ----- |
| 1.081 | 1.091 | 1.160 | 1.432 | 1.471 | 1.838 |